# ثيودور ويلسون
ثيودور ويلسون (بالإنجليزية: Theodore Wilson)‏ هو ممثل أمريكي، ولد في 10 ديسمبر 1943 بنيويورك في الولايات المتحدة، وتوفي في 21 يوليو 1991 بلوس أنجلوس في الولايات المتحدة بسبب سكتة.

## وصلات خارجية
- ثيودور ويلسون على موقع IMDb (الإنجليزية)
- ثيودور ويلسون على موقع ألو سيني (الفرنسية)
- ثيودور ويلسون على موقع أول موفي (الإنجليزية)
- ثيودور ويلسون على موقع قاعدة بيانات الأفلام السويدية (السويدية)
- ثيودور ويلسون على موقع إن إن دي بي (الإنجليزية)
- ثيودور ويلسون على موقع قاعدة بيانات الفيلم (الإنجليزية)
- ثيودور ويلسون على موقع كينوبويسك (الروسية)